# Санафир
Санафир (на арабски:جزيرة صنافير) е остров в под контрола на Саудитска Арабия в Тиранския проток, Червено море, източно от остров Тиран. Площта му е 33 км².

## География
Дължината на остров Санафир е 8,7 км, а ширината му е 5,9 км. Той се намира на 2,8 км западно от остров Тиран, като двата острова са разделени от протока Халк Ал Каруш (на арабски: ħalq Al Qarūsh).

В източната част на острова преобладават варовикови хълмове, най-високият от които е 49-метровият Рас Санафир (на арабски: Ra's Şanāfīr), който се намира в югозападния край на острова.

## История
Израел окупира острова по време на Суецката криза между 1967 и 1982 година след Шестдневната война.